# Диддерзе
Диддерзе (нем. Didderse) — община в Германии, в земле Нижняя Саксония.
Входит в состав района Гифхорн. Подчиняется управлению Папентайх. Население составляет 1336 человек (на 31 декабря 2010 года). Занимает площадь 7,41 км².
Коммуна подразделяется на 1 сельский округ.
| Год  | Население |
| ---- | --------- |
| 1990 | 850       |
| 1995 | 1140      |
| 2000 | 1241      |
| 2005 | 1399      |
| 2010 | 1348      |